# Белый (остров, Карское море)
Бе́лый о́стров находится за Полярным кругом в Карском море, отделён проливом Малыгина от полуострова Ямал. Входит в состав Ямало-Ненецкого автономного округа России.
Постоянного населения нет, c 1933 года существует полярная метеостанция имени М. В. Попова.

## География
Площадь острова 1810 км². Имеет размеры примерно 50 на 50 километров и в самой высокой точке достигает 12 м над уровнем моря. На острове много рек, болот и термокарстовых озёр.
Поверхность равнинная, постепенно поднимается к югу. Северное и восточное побережье низкое, песчаное, на западном и южном берегу местами встречаются обрывы до 6 метров высотой.
Почва состоит из глины и песка, промёрзшего вечной мерзлотой на глубину от 50 до 60 сантиметров. Поверхность покрыта тундровой растительностью: тундровыми травами, здесь много мхов и карликовых ив.
Пролив Малыгина, отделяющий остров от Ямала имеет ширину 9 км и большую часть года покрыт льдом. В широкой восточной бухте острова Белый находится остров Безымянный, протяжённостью 10 километров. Остров Табанго и Остров Тюбцянго расположены в 20 км к югу от юго-восточного угла острова Белый.

## Климат
Среднегодовая температура составляет −10,6 °C.
Зимы продолжительные и холодные. В феврале средняя температура составляет −24,2 °C, достигая −59 °C.
Летом характерны туманы, со средней температурой +5,3 °C. Температура воздуха в мае и сентябре от минус 0,3 до +1,9 ° C; в июле и августе — от 4,1 до 5,3 ° C. Ветер преимущественно северо-восточный, а месячное количество осадков составляет более 20—30 мм. Наличие многочисленных болот и водоемов способствует скоплению комаров, что очень затрудняет пребывание здесь человека даже в палатке.

## Природа
Остров очень аскетичен растительностью. Возле Белого острова обитают атлантические моржи, которые занесены в Красную книгу, белоклювая гагара, гуси, казарки, сибирские гаги, малые лебеди – и ещё большое количество разных видов уникальных птиц.

## Этнография
По заметкам этнографов XX века, близ острова располагалась песчаная отмель, на который самоеды, коренные народы Севера, которых сейчас называют ненцами, по языческому обряду купались во время проезда и приносили жертву, бросая в море кусок меди, монету или оленей. Они выезжали на остров на звериный промысел. Необитаемый остров долгое время считался священным: ненцы располагали на нём святилища, названные в честь местных богов — Табелова–пага, Сидя–хаэн–саля, Салялёкабтамбада. Хозяином Белого острова и до сих пор считается Сэрнго Ирико — главный дух Ямальских северных народов.

## История
- С 1933 года на острове работает Гидрометеорологическая станция имени М. В. Попова.
- Незадолго до Второй мировой войны на острове находились немецкие ученые, которые под видом научных метеорологических экспериментов готовились к операции «Вундерланд». Останки некоторых из этих учёных до сих пор находятся на острове.
- 12—13 августа 1944 года в 60 милях от острова немецкой подлодкой U-365 был потоплен советский арктический конвой БД-5: пароход «Марина Раскова» и тральщики Т-114 и Т-118. Двадцать моряков с Т-114 похоронены в братской могиле на острове.
- В советский период на острове дислоцировалась военная часть Северного флота, но в 1990-х годах ей было приказано покинуть остров.

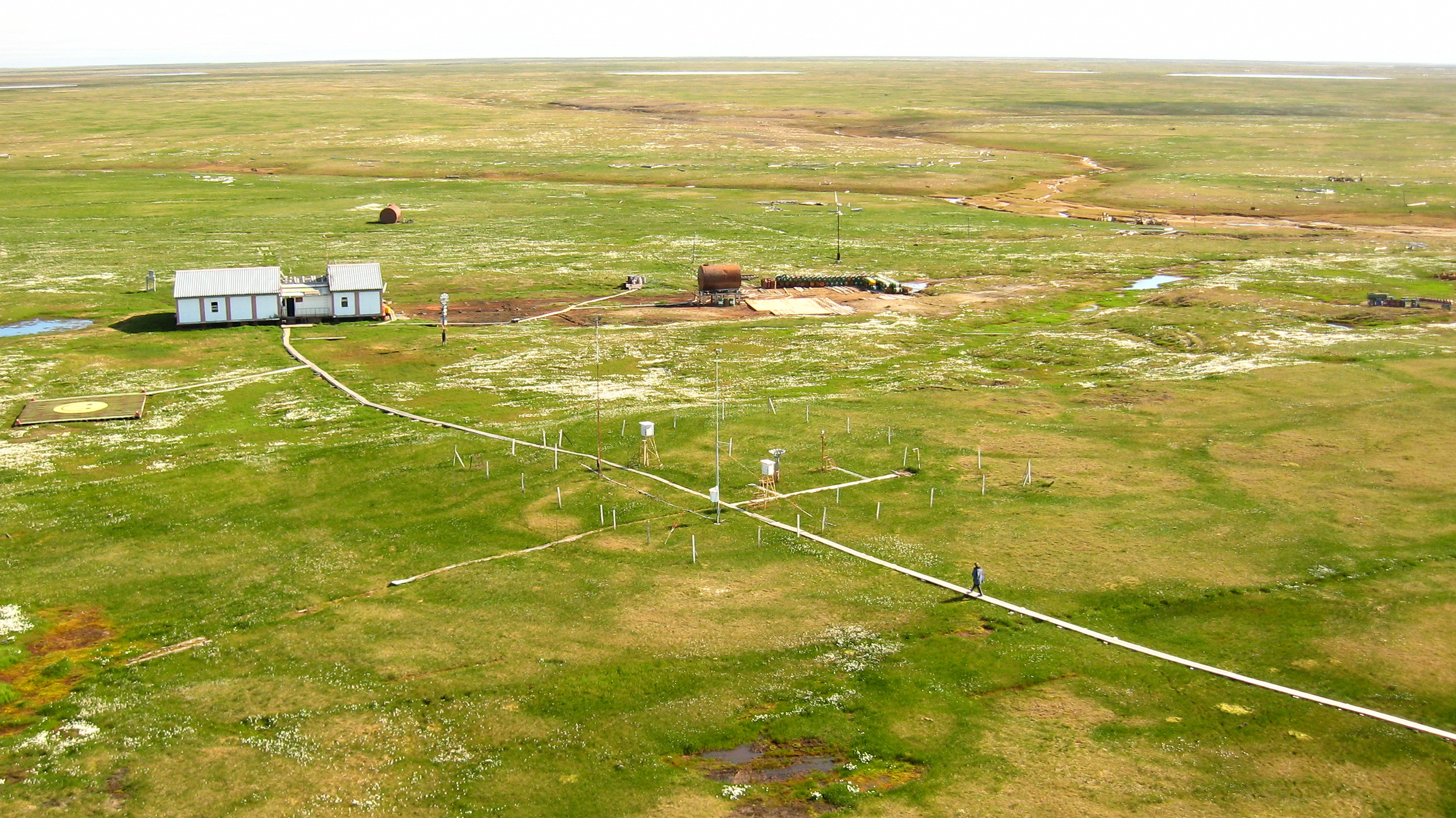
Гидрометеорологическая станция имени М.В. Попова на острове
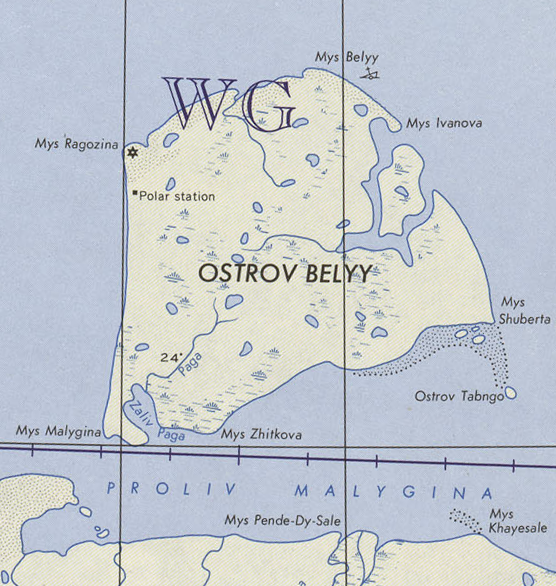
Остров Белый. Фрагмент американской военной карты 1964 года
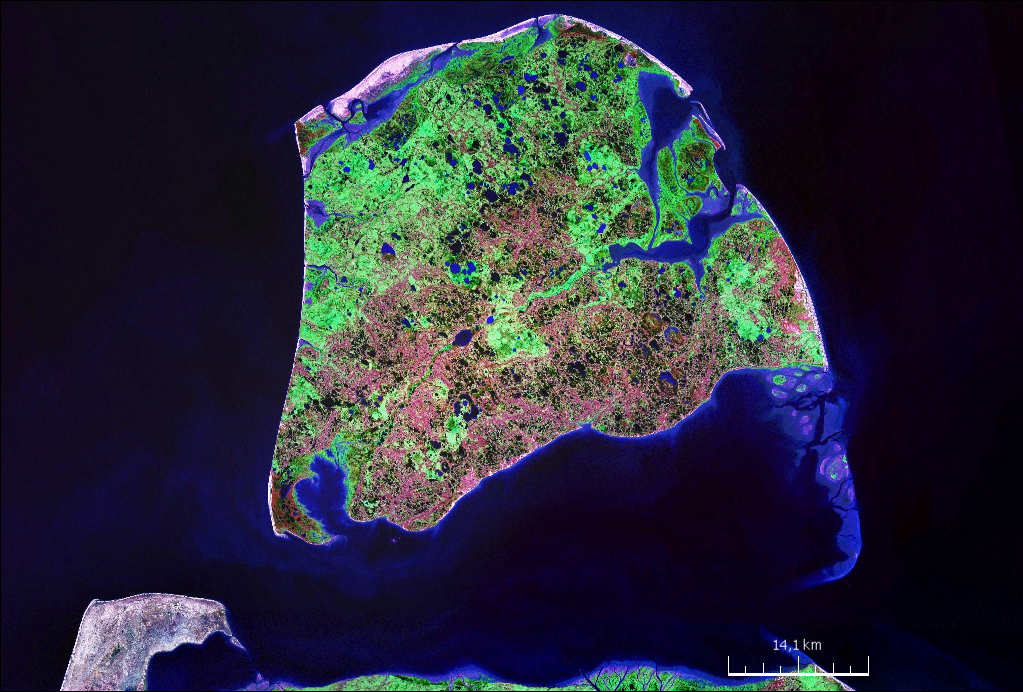
Остров Белый. Спутниковый снимок НАСА. 2000 год